# Le Charlatan (La Fontaine)
Pour les articles homonymes, voir Le Charlatan.
Le Charlatan est la dix-neuvième fable du livre VI de Jean de La Fontaine situé dans le premier recueil des Fables de La Fontaine, édité pour la première fois en 1668.
Le monde n'a jamais manqué de Charlatans : 

            Cette science, de tout temps,

            Fut en Professeurs très fertile.

Tantôt l'un en théâtre affronte l'Achéron, 

            Et l'autre affiche par la ville

            Qu'il est un passe-Cicéron. 

            Un des derniers se vantait d'être

            En éloquence si grand maître,

            Qu'il rendrait disert un Badaud,

            Un Manant, un Rustre, un Lourdaud ;

Oui, Messieurs, un Lourdaud, un Animal, un Âne :

Que l'on amène un Âne, un Âne renforcé,

            Je le rendrai maître passé,

            Et veux qu'il porte la soutane.

Le Prince sut la chose, il manda le Rhéteur.

            J'ai, dit-il, dans mon écurie

            Un fort beau Roussin d'Arcadie : 

            J'en voudrais faire un Orateur.

Sire, vous pouvez tout, reprit d'abord notre homme.

            On lui donna certaine somme.

            Il devait au bout de dix ans

            Mettre son Âne sur les bancs ;

Sinon il consentait d'être en place publique

Guindé  la hart au col, étranglé court et net,

            Ayant au dos sa Rhétorique,

            Et les oreilles d'un Baudet.

Quelqu'un des Courtisans lui dit qu'à la potence

Il voulait l'aller voir, et que, pour un pendu,

Il aurait bonne grâce et beaucoup de prestance :

Surtout qu'il se souvînt de faire à l'assistance

Un discours où son art fût au long étendu .

Un discours pathétique, et dont le formulaire

            Servît à certains Cicérons

            Vulgairement nommés larrons.

            L'autre  reprit : Avant l'affaire,

            Le Roi, l'Âne, ou moi, nous mourrons.

            Il avait raison. C'est folie

            De compter sur dix ans de vie.

            Soyons bien buvants, bien mangeants ,

Nous devons à la mort de trois l'un  en dix ans.
— Jean de La Fontaine, Fables de La Fontaine, Le Charlatan